# زرجة بستان (كوهباية الغربي)
زرجة بستان (بالفارسية: زرجه بستان) هي قرية تقع في إيران في قسم کوهبایة الغربي الریفي. يقدر عدد سكانها بـ 276 نسمة .